# Szluha Vilmos
| Szluha Vilmos                             | Szluha Vilmos |
| Kattints az alábbi külső linkek egyikére! | Kattints az alábbi külső linkek egyikére! |
| ----------------------------------------- | --- |
| Nem található szabad kép.(?)              | |
| külső link · jogvédett                    | Szluha Vilmos technikus tanár 1960-ban. Lobogó, 1960-09-28. 39. szám.                                                                                           |
| külső link · jogvédett                    | Szluha Vilmos emléktábla, avatása 2011 június 17-én történt az Árpád Gimnázium előterében. In.: Sipos Béla: Az Óbudai Árpád Gimnázium 120 éve. (1902-2022) 424. |

Szluha Vilmos (Budapest, 1931. június 17. – Budapest, 2008. december 20.) gimnáziumi tanár.

A verbói Szluha család köznemesi címere

## Családja és származása

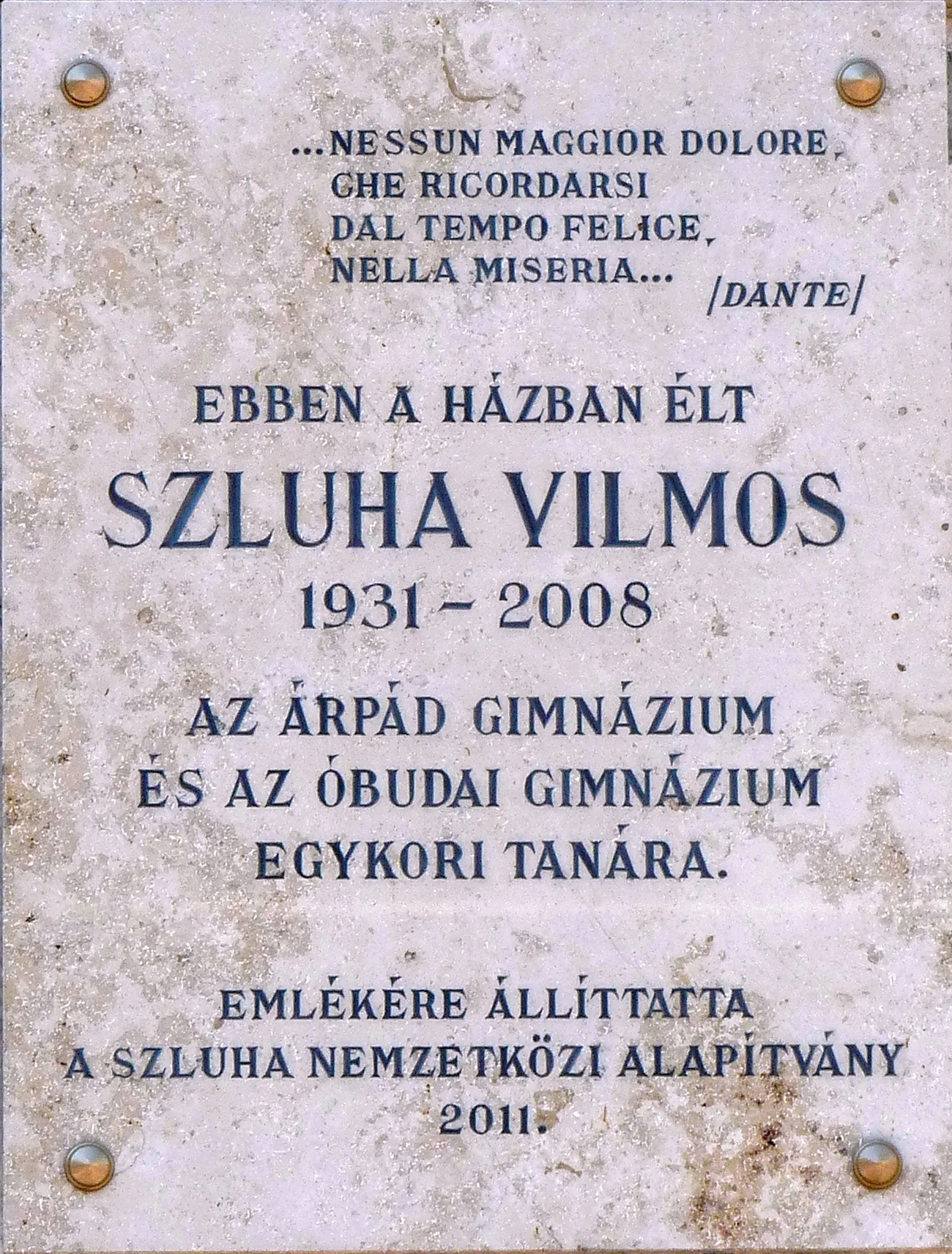
Szluha Vilmos emléktáblája egykori lakhelyén (III. ker., Pacsirtamező utca 22/b)

A verbói Szluha család köznemesi ágához tartozott. Szluha Vilmos Budapesten született mint Szluha Károly (1895–1975) és Reinelt Mária (1897–1986) fia. Nagyszülei a Zala vármegyei születésű Szluha Lajos (1852-?), szentgyörgyvölgyi uradalmi főkertész és Dienstenberger Anna (1860-?) voltak. Vilmos apai dédszülei Szluha Károly (1819-?), szentgyörgyvölgyi posztókészítő (textor), és Bessinger Alojzia (1827–1902) voltak. Szluha Károlynak a fivére Szluha Lajos (1817–1893), szentgyörgyvölgyi takácsmester, akinek a neje domjánszegi Domján Zsuzsanna (1826–1891), valamint leánytestvére Szluha Rozália (1816–1883) asszony, akinek a férje nemesnépi Marton József (1797–1858) jogász, táblabíró, zalalövői alszolgabíró, földbirtokos volt. Szluha Károly, Szluha Lajos és nemesnépi Marton Józsefné Szluha Rozália apja Szluha János (1789–1829) seborvos, kisszegi földbirtokos volt és Felvidékről költözött el a Zala vármegyei Szentgyörgyvölgyre a 19. század elején.

## Életútja, munkássága
Életét a művészetek szeretete és a tanítás töltötte ki. Minden idegszálával Óbudához kötődött, gyermekként is itt élt szüleivel. Az Árpád Gimnáziumban érettségizett 1949-ben, és itt is tanított: 1959. február elsejétől. Kezdetben, mint technikusi óraadó tanár, majd 1960. július elsejétől már, mint főállású tanár, egészen 1984-ig.
1984 szeptemberétől haláláig a Martos Flóra, mai nevén Óbudai Gimnázium tanára, majd 1998. szeptember elsejétől, mint tanácsos oktatott.
„Életvidám, önmagával és kollégáival szemben igényes tanár volt, aki minden alkalmat megragadott, hogy tanítványait a művészetek értésére és élvezetére nevelje. Tudása legapróbb morzsáit is átadta diákjainak óráin, kirándulásokon vagy éppen osztályfőnökként. Nem tudott úgy kimenni az utcára, hogy előbb-utóbb ne köszönt volna rá egy-egy volt tanítványa, akinek már szüleit vagy éppen gyerekét is tanította. Generációk az ő diaképeiről ismerkedtek meg az egyetemes művészet alkotásaival.”
Hitvallása: “Minden nemzedék azt hiszi magáról, hogy megváltja a világot. De az enyémnek sokkal nagyobb feladata van. Megmenteni a széteséstől.”
Mindemellett jutott ideje a szaksajtó számára színházi és zenei kritikák készítésére is; többek között 1996 és 2001 között a Magyar Állami Operaház hivatalos magazinjában, rendszeres művészet- és zenetörténeti rovata jelent meg: „Itt az istenek muzsikálnak” címen.
Munkáját Óbuda 1982-ben Aelia Sabina emlékéremmel, 1993-ban Karády-díjjal ismerte el. Emlékére az Óbudai Gimnázium 2009-ben díjat alapított.

## Emléktáblái
- Óbudai Gimnázium (1033 Budapest, Szentlélek tér 10.)
- Árpád Gimnázium (1034 Budapest, Nagyszombat utca 19.)
- Egykori lakhelye (1036 Budapest, Pacsirtamező utca 22/b.)

## Hanganyag
- Albrecht Dürer életét és munkásságát bemutató hangfelvétel (1976)